# Теодор Герберт
Теодор Герберт (нім. Theodor Herbert; 10 серпня 1897, Кляйн-Штайнгайм — 22 вересня 1988, Бонн) — німецький воєначальник, генерал-майор люфтваффе.

## Біографія
7 серпня 1914 року вступив в армію. Учасник Першої світової війни. 11 червня 1920 року вступив в поліції. 30 вересня 1920 року звільнений з армії. 1 травня 1935 року перейшов у люфтваффе. З 26 серпня 1939 року — командир 31-го фортечного зенітного, з 15 липня 1941 року — 59-го зенітного полку, з 16 листопада 1942 по 21 червня 1944 року — 8-го училища повітряної війни в Геппінгені, з 9 вересня 1944 року — 15-ї, з 19 січня 1945 року — 20-ї зенітної дивізії. З 13 квітня 1945 року — начальник пошукового штабу «Схід» при командуванні 7-ї повітряної області. 6 травня 1945 року взятий в полон американськими військами. 8 травня 1947 року звільнений.

## Звання
- Рекрут (7 серпня 1914)
- Єфрейтор (3 жовтня 1914)
- Унтерофіцер (31 грудня 1914)
- Фанен-юнкер-унтерофіцер (6 лютого 1915)
- Фенріх (4 березня 1915)
- Лейтенант (8 липня 1915)
- Оберлейтенант поліції (11 червня 1920)
- Оберлейтенант запасу (30 вересня 1920)
- Гауптман поліції (30 червня 1926)
- Майор поліції (21 липня 1934)
- Майор запасу (1 травня 1935)
- Майор (1 січня 1936)
- Оберстлейтенант (1 січня 1939)
- Оберст (1 січня 1941)
- Генерал-майор (1 січня 1944)

## Нагороди
- Залізний хрест 2-го і 1-го класу
- Нагрудний знак «За поранення» в чорному
- Почесний хрест ветерана війни з мечами
- Медаль «За вислугу років у Вермахті» 4-го, 3-го, 2-го і 1-го класу (25 років)
- Застібка до Залізного хреста 2-го і 1-го класу
- Нагрудний знак зенітної артилерії люфтваффе